# Разпети петък
Разпети петък е денят, в който е разпнат Божият син Иисус Христос, за да стане изкупителна жертва за греховете на човечеството.
На този ден от Страстната седмица постът в Православната църква е особено строг – тогава нито се яде, нито се пие (дори вода). В петък Вярата повелява да не се подхваща каквато и да е работа.

## Богослужение
На Велики петък през деня не се служи Света литургия, защото в този ден сам Господ е принесъл себе си в жертва, а се извършват Царските Часове.
На вечерня в храма се припомнят и съпреживяват Христовите страдания, смъртта му и погребението му.
Преди началото на службата, на специално издигнато място в средата на храма се издига символичен гроб Христов, украсен с цветя, а на престола се поставя Плащеницата – платът, с който е било завито мъртвото тяло на Христос след свалянето му от кръста. Плащаницата представлява платно, на което е запечатан образът на положения в гроба Спасител. Плащаницата се изнася по следния начин: певецът застава пред северната врата на св. олтар и започва бавно да пее първата стихира: Егда̀ от дрѐва, а след него върви свещеникът и други църковнослужители, които носят св. плащаница и така обикалят три пъти около разпятието и приготвената маса и слагат плащаницата на масата. След това свещеникът, а след него и богомолците, целуват Св. Кръст, Св. Евангелие и самата плащаница.
По време на вечерното богослужение се извършва опелото на Господа пред плащаницата. Песнопенията са посветени на страданията и смъртта на Христос.
След като се изнесе Плащаницата на вечерното богослужение, с нея се обикаля около храма и символично се извършва погребението на Христос.
В края на вечернята свещеникът взима Плащаницата от центъра на храма и я внася вътре в олтара, като я полага на светия престол или на друго, определено за това място.